# Собор Вознесения Пресвятой Девы Марии (Пинск)
Собор Вознесения Пресвятой Девы Марии (бел. Сабор Унебаўзяцця Найсвяцейшай Дзевы Марыі) — католический храм в городе Пинск, Беларусь. Кафедральный собор Пинского диоцеза. Один из четырёх храмов Беларуси, носящих титул малая базилика.
Памятник архитектуры, построен в 1706—1730 годах. Собор является главной частью архитектурного комплекса монастыря францисканцев, куда кроме него входят отдельно стоящая колокольня и жилые корпуса. Весь ансамбль — один из крупнейших в Белоруссии архитектурных ансамблей стиля барокко. Собор и монастырь включены в Государственный список историко-культурных ценностей Республики Беларусь (шифр 111Г000538). Адрес — ул. Ленина, д. 18.
В некоторых источниках именуется успенским храмом. Это название также корректно, в Католической церкви Успение Богородицы и Её Вознесение вспоминаются в рамках одного праздника.

## История

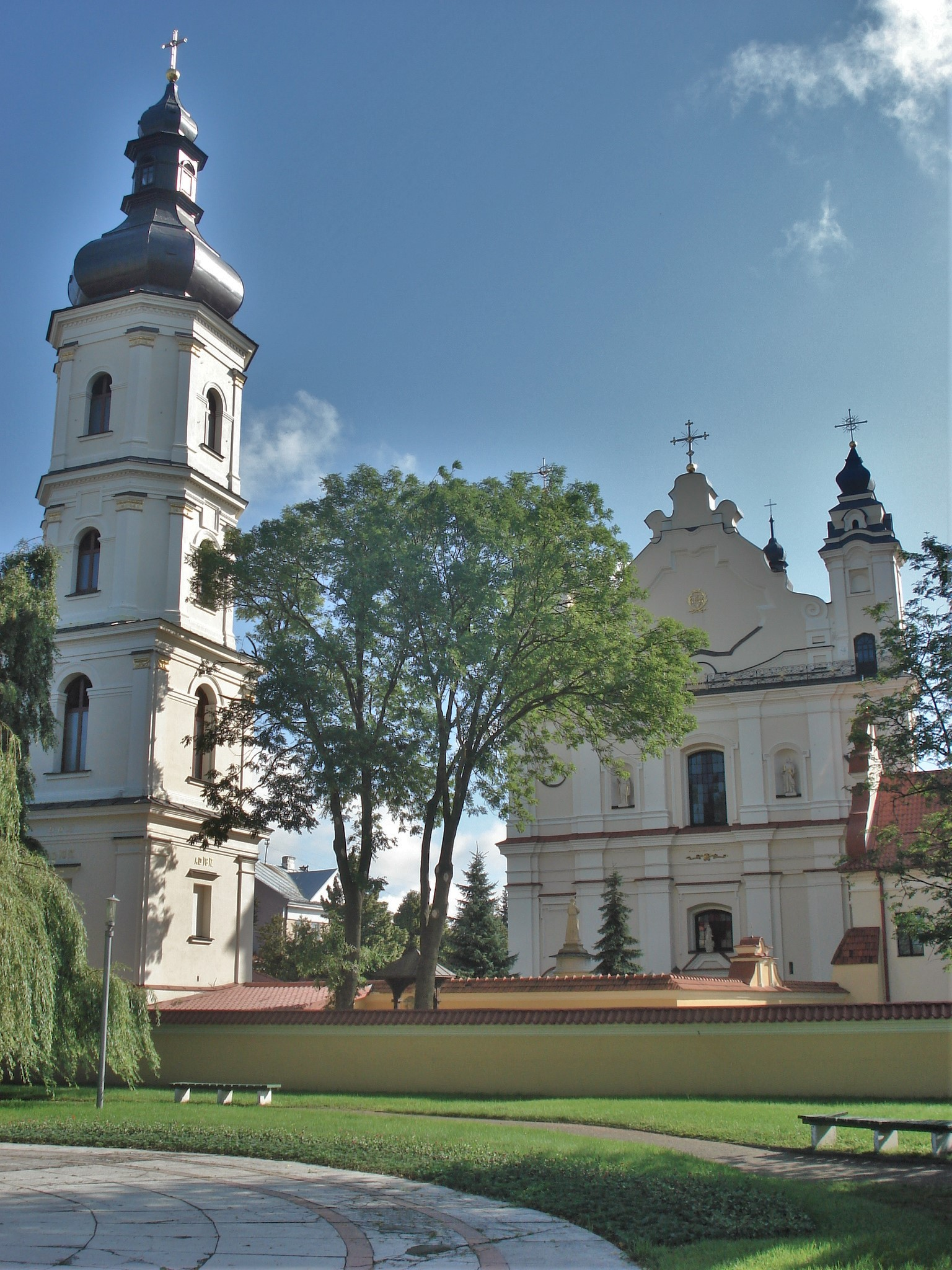
Колокольня и главный фасад собора

В 1396 году в Пинске орденом францисканцев на средства князя Сигизмунда Кейстутовича были заложены деревянные костёл и монастырь, в 1510 году на месте деревянной церкви поставлена каменная. В 1648 году во время восстания Богдана Хмельницкого костёл и монастырь получили серьёзные повреждения.
В 1712—1730 годах шло строительство нового здания храма и монастырских строений на месте прежних. Храм был построен в стиле барокко, в кладку были включены сохранившиеся фрагменты стен храма 1510 года. В 1817 году возведена отдельно стоящая трёхъярусная каменная колокольня (архитектор К. Каменский), в начале XX века к ней достроен четвёртый ярус. Францисканский монастырь, при котором были приходская школа и коллегиум, был закрыт в 1863 году вместе с большим числом других католических монастырей на территории современной Беларуси после поражения польского восстания, после чего храм Вознесения стал из монастырского обычным приходским. Корпуса монастыря были перестроены в 1920-х годах. В 1932 году в крипте собора был похоронен первый пинский епископ Зигмунд Лозинский, после вхождения Пинска в состав СССР в 1939 году гроб с его телом был замурован в стену собора из-за опасности глумления.

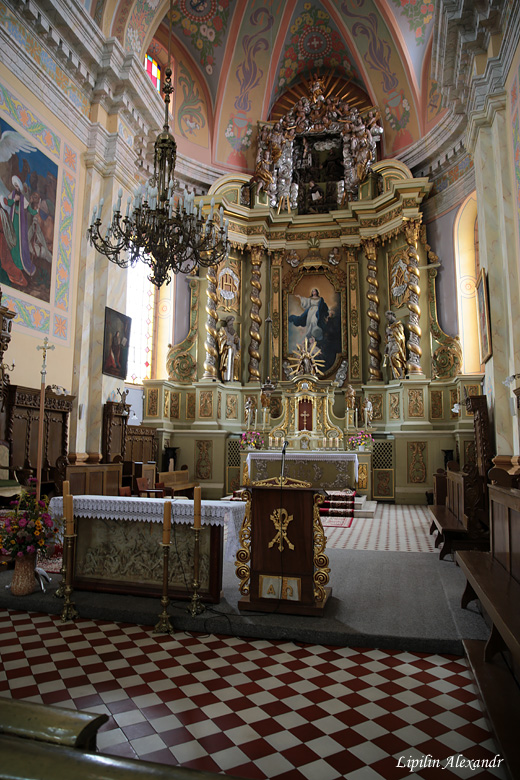
Главный алтарь

При советской власти храм не закрывался. С храмом Вознесения тесно связано имя кардинала Казимира Свёнтека, единственного белорусского кардинала в XX веке. В 1954 году Свёнтек вернулся из сталинских лагерей и начиная с этого момента бессменно служил в храме более 50 лет. В 1991 году после воссоздания Пинской епархии храм Вознесения Девы Марии приобрёл статус кафедрального собора. В 2001 году по инициативе кардинала Свёнтека была воссоздана пинская семинария (одна из двух, наряду с семинарией Гродно, католических семинарий Беларуси), которая разместилась в корпусах бывшего монастыря при соборе. После смерти в 2011 году кардинала Свёнтека он был похоронен в крипте собора Вознесения.

## Архитектура
Храм Вознесения Богородицы — памятник архитектуры барокко.
Весь комплекс строений бывшего монастыря францисканцев занимает квартал между рекой Пиной и главной улицей города, представляя собой одну из главных достопримечательностей Пинска. Панорама этого ансамбля красиво раскрывается с реки и обширных пространств правобережья.

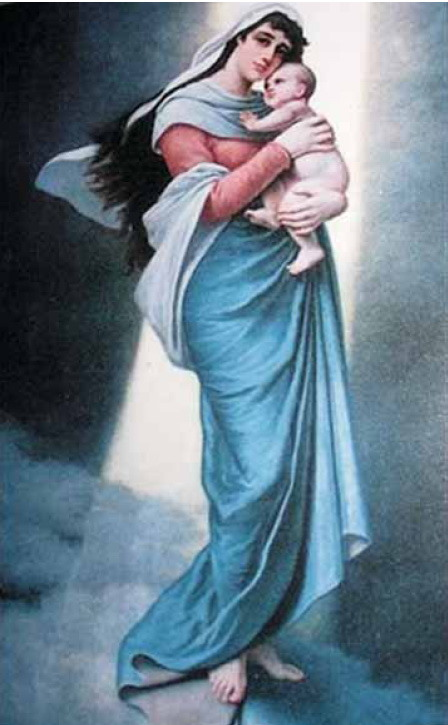
А. Ромер. Пинская Мадонна

Собор Вознесения — трёхнефный. Средний неф перекрыт цилиндрическими сводами и намного шире узких боковых нефов, фактически разделённых на небольшие секции. Две барочные боковые башни главного фасада имеют скромные размеры, центром композиции является расположенный между ними и равновеликий с башнями по высоте фигурный щипец.
Интерьер собора богато украшен деревянной позолоченной резьбой — около сотни скульптур и других резных элементов, выполненных мастером Яном Шмиттом. Собор имеет 7 алтарей (6 деревянных и 1 стукковый), главный алтарь находится в пресвитерии, остальные — в боковых часовнях.

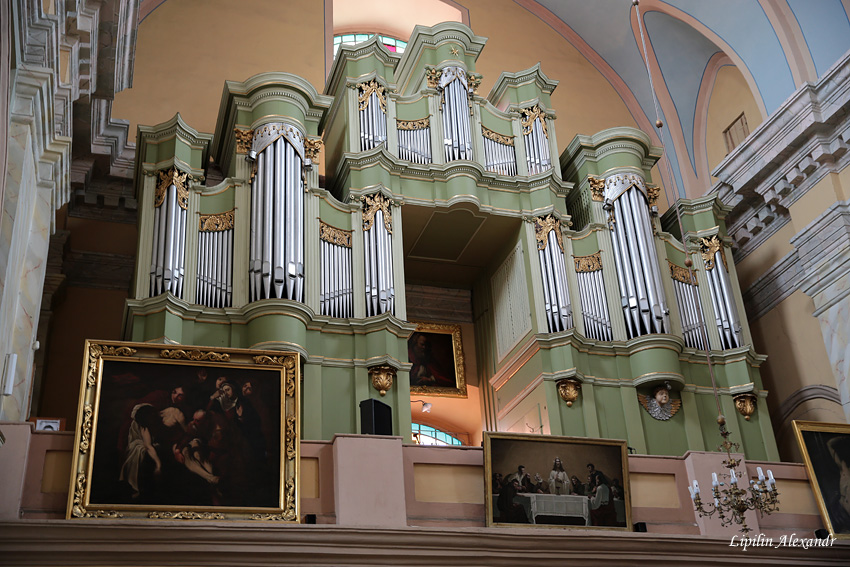
Орган

В пресвитерии собора находится живописное изображение «Вознесение Девы Марии» (копия полотна Мурильо) и горельефная композиция «Стигматизация Святого Франциска». Среди других живописных образов в интерьере собора выделяется «Пинская Мадонна» авторства Альфреда Ромера.
Орнаментальная роспись сводов выполнена в 1909 году С. Рудинским, а фрески «Поклонение волхвов» и «Снятие с креста» на стенах пресвитерия созданы также в начале XX века Б. Вишневским.
Орган пинского собора построен мастером А. Гродницким из Вильно в 1837 году. Орган имеет 1049 голосов, 36 действующих регистров, два мануала, 1 1/2 октавы, 1498 труб. Среди действующих органов Беларуси орган пинского собора самый древний.